# العلاقات السعودية اللاوسية
العلاقات السعودية اللاوسية يقصد بها العلاقة التي تجمع المملكة العربية السعودية بجمهورية لاوس الديمقراطية الشعبية. حيث لا يوجد سفارة لأي من البلدين في البلد الآحر. على المستوى السياسي لا يوجد زيارة مشتركة بين البلدين سوى مشاركة لاوس في الاجتماع الثالث عشر لحوار التعاون الآسيوي الذي أقيم في الرياض عام 2015. أما على الصعيد الاقتصادي، فلم يسجل أحدث يذكر بين البلدين سوى زيارة رجل الأعمال الأمير الوليد بن طلال للاوس عام 2010، التقى فيها برئيس لاوس شومالي سايغناسون ومحافظ بنك لاوس، ورئيس الغرفة اللاوية التجارية الصناعية الوطنية.